# 모장 스튜디오
모장 스튜디오(영어: Mojang Studios, 스웨덴어: mojäng 모옝 /mʊˈjɛŋ/[*]→도구)는 스웨덴 스톡홀름에 위치한 비디오 게임 개발사다. 《마인크래프트》를 개발한 것으로 가장 잘 알려져 있다. 마르쿠스 페르손이 《마인크래프트》의 개발을 위해 설립하였다. 모장은 처음 설립되었을 때에는 이름이 모장 스페시피케이션(Mojang Specification)이었다. 그후 모장 AB (Mojang AB)였다가 마인크래프트의 11주년을 기념하여 회사명을 모장 스튜디오 (Mojang Studios)로 변경하였다. 2014년 9월 15일 마이크로소프트가 "모장을 25억 달러에 인수하기로 합의를 했다"고 발표하였고, 이에 모장은 마이크로소프트에 인수되어 자회사인 엑스박스 게임 스튜디오에 편입됐다

## 역사

### 배경 및 형성(2009~2010)

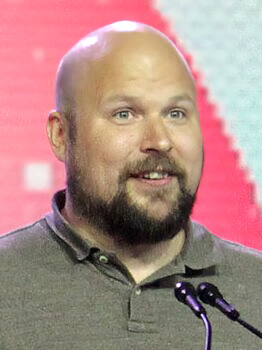
마르쿠스 페르손은 2009년에 모장 스튜디오를 설립했다.

모장 스튜디오는 스웨덴의 비디오 게임 디자이너 겸 프로그래머 마르쿠스 페르손에 의해 2009년에 설립되었다. 그는 어린 시절부터 비디오 게임에 관심을 가졌는데, 아버지의 코모도어 128 가정용 컴퓨터에서 《더 바즈 테일》과 여러 복제된 게임을 플레이했으며, 여동생의 도움으로 여덟 살에 프로그래밍을 배웠다. 학교에서 "외톨이"였기 때문에 그는 대부분의 여가 시간을 집에서 게임과 프로그래밍에 보냈다. 졸업 후 몇 년 동안 웹 개발자로 일한 페르손은 2003년에 동료 롤프 얀손과 함께 대규모 다중 사용자 온라인 롤플레잉 게임인 《뷔름 온라인》을 만들었다. 그들은 개발 중에 "Mojang Specifications"라는 이름을 사용했으며, 게임이 수익을 내기 시작하면서 2007년에 법인화하여 Mojang Specifications AB (악시에볼라그)라는 회사를 설립했다. 이 이름은 스웨덴어 mojäng (sv; 직역: '장치')에서 유래했다. 그 해 후반에 페르손은 프로젝트를 떠나 이름 재사용을 원했기 때문에 얀손은 회사명을 Onetoofree AB로 변경하고 나중에 Code Club AB로 변경했다. 한편 페르손은 나중에 King.com으로 알려진 Midas에 입사해 25~30개의 게임을 개발했다. 그는 자유 시간에 게임을 만드는 것이 금지되었기 때문에 회사를 퇴사했다.
2009년 5월, 페르손은 Zachtronics가 개발하고 그해 초에 출시된 게임인 《Infiniminer》의 클론 작업에 착수했다. 페르손은 이전 개인 프로젝트에서 자산과 엔진 코드의 일부를 재사용하여 2009년 5월 17일에 《마인크래프트》라는 제목의 게임의 첫 번째 알파 버전을 출시했으며, 6월 13일에는 첫 번째 상업용 버전을 출시했다. 그는 이 출시를 위해 "Mojang Specifications"라는 이름을 재사용하여 6월 18일에 이 이름으로 일인회사를 등록했다. 한 달도 채 안 되어 마인크래프트는 페르손이 낮에 일하는 시간을 줄일 수 있을 만큼 충분한 수익을 창출했으며, 2010년 5월에는 완전히 그만둘 수 있었다. 모든 판매가 게임 웹사이트를 통해 처리되었기 때문에 그는 제3자와 수입을 나눌 필요가 없었다. 페이팔 결제 서비스 제공업체는 사기 의심으로 인해 일시적으로 그의 계정을 비활성화했다.
2010년 9월, 페르손은 벨뷰에 있는 비디오 게임 회사 밸브의 사무실로 가서 프로그래밍 연습에 참여하고 게이브 뉴얼을 만난 후 회사에서 일자리 제안을 받았다. 그는 그 제안을 거절하고 대신 King.com의 전 동료였던 야콥 포르세르에게 연락하여 Mojang Specifications에서 사업을 설립하는 데 도움을 요청했다. 포르세르는 재빨리 직장을 그만두었고, 두 사람은 9월 17일에 Mojang AB를 법인화했다. 페르손은 마인크래프트 작업을 계속하는 동안, 포르세르는 《Scrolls》라는 디지털 수집형 카드 게임을 개발할 예정이었다. 게임 개발에 집중하기를 원했던 그들은 페르손의 이전 고용주였던 jAlbum의 관리자였던 칼 만네를 최고경영자로 고용했다. 다른 중요한 초기 고용인으로는 비즈니스 개발자 다니엘 카플란, 비디오 게임 원화가 마르쿠스 토이보넨, 수석 프로그래머 옌스 베리엔스텐이 있었다.

### 회사의 성장(2011~2013)

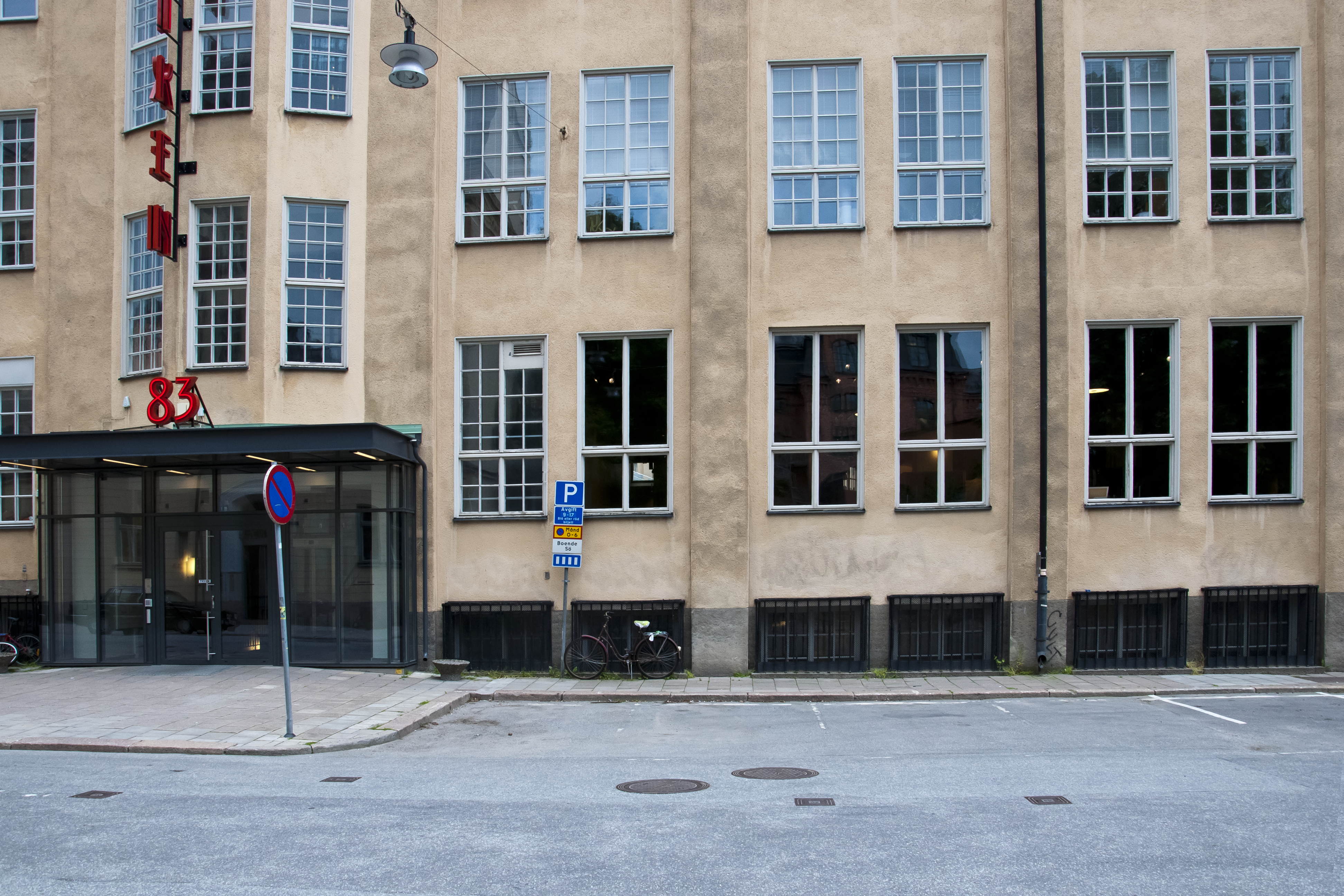
모장의 사무실은 이전에 스톡홀름 마리아 스콜가타 83번지에 위치했다.

2011년 1월, 마인크래프트의 등록 계정 수는 100만 개에 달했고, 그 반년 후에는 1000만 개에 달했다. 지속적인 성공으로 모장은 모바일 장치용 새로운 버전을 개발하기 시작했다. 게임의 자바 기반 프레임워크가 모바일 장치와 호환되지 않았기 때문에, 이 버전은 대신 C++로 프로그래밍되었다. 또 다른 버전은 처음에는 엑스박스 360용으로 개발되었으며, 스코틀랜드 기반 개발사 4J 스튜디오에 아웃소싱되었으며, 이 역시 C++가 사용되었다. 이 스튜디오가 게임 이름을 상표 등록하려는 시도는 제니맥스 미디어와의 분쟁을 야기했는데, 제니맥스는 게임 이름과 제니맥스 소유의 《엘더 스크롤》 시리즈 이름 간의 유사성을 언급했다. 카플란은 2011년 5월에 과거에 그러한 요청이 많았기 때문에 모장이 다른 인디 게임 스튜디오의 게임을 퍼블리싱하거나 공동 퍼블리싱할 계획이라고 밝혔다. 첫 번째 게임인 Oxeye Game Studio의 Cobalt는 8월에 발표되었다. 게임의 초기 버전은 2011년 12월에 출시되었으며, 전체 게임은 2016년 2월에 엑스박스 360, 엑스박스 원 및 윈도우용으로 출시되었다. 멀티플레이어 중심의 스핀오프인 Cobalt WASD도 Oxeye Game Studio에서 개발했으며, 모장이 2017년 11월 앞서 해보기 기간을 거쳐 윈도우용으로 출시했다.
《마인크래프트》의 정식 출시를 위해 모장은 2011년 11월 18일부터 19일까지 라스베이거스에서 전용 컨벤션인 Minecon을 개최했으며, 《마인크래프트》는 첫째 날 발표 중에 공식적으로 출시되었다. 그 후, 마인콘은 매년 항례의 이벤트가 되었다. 《마인크래프트》의 정식 출시 이후, 페르손은 2011년 12월에 게임의 수석 디자이너 역할을 베리엔스텐에게 넘겼다.
이 무렵, 만네는 세쿼이아 캐피털과 Accel Partners를 포함한 수많은 벤처 캐피털 회사들과 논의했지만, 회사에 자금이 필요하지 않았기 때문에 모두 거절했다. 냅스터의 공동 설립자이자 전 Facebook, Inc. 사장이었던 숀 파커는 2011년에 모장에 개인적으로 투자하겠다고 제안했지만 역시 거절당했다. 당시 스튜디오는 《마인크래프트》 성공에 크게 기여했다고 알려진 독립성을 유지하기 위해 매각되거나 공개 회사가 되는 것을 배제했다.2012년 3월까지 마인크래프트는 500만 개 팔리며 8000만 달러의 수익이 되었다. 2013년에는 라즈베리 파이 장치용 마인크래프트 교육용 버전을 출시했으며, 마이크로소프트 플랫폼에서 게임 콘솔 에디션의 가용성에 대한 마이크로소프트와의 독점 조항이 만료된 후 플레이스테이션 3, 플레이스테이션 4 및 플레이스테이션 비타용 게임 에디션을 발표했다. 2013년 10월, 도박 회사 Betsson의 전 직원이던 요나스 마르텐손이 모장의 부사장으로 고용되었다. 그 해 모장은 $330 million의 수익을 기록했으며, 그 중 $129 million는 이익이었다.

### 마이크로소프트의 자회사(2014~현재)
마인크래프트 소유주로서의 압력에 지친 페르손은 2014년 6월에 모장의 주식을 사 주는 사람은 없을까 하는 트윗을 공개했다. 액티비전 블리자드, 일렉트로닉 아츠, 마이크로소프트 등 몇몇 관계자가 이 제안에 관심을 보였다. 마이크로소프트의 엑스박스 부문 책임자 필 스펜서는 마이크로소프트의 새로 임명된 최고경영자 사티아 나델라에게 마이크로소프트의 게임 사업에 대한 "상당히 대담한 비전"을 제시하기 위해 모장을 인수할 것을 촉구했다. 또한, 이 회사는 역외 계좌에 본국 송환 세금을 내지 않고는 미국으로 가져올 수 없는 $2.5 billion의 자금을 보유하고 있었다. 나델라는 별도로 마이크로소프트의 복합 현실 장치인 홀로렌즈에서 마인크래프트를 사용할 가능성이 있었다는 것이 인수를 추구하는 중요한 요인이라고 말했다. 이 회사는 2014년 6월에 잠재적 인수에 대해 모장에 처음 접근했으며, 그 직후 첫 제안을 했다. 모장은 그 후 JP모건 체이스의 자문사를 고용했다.
마이크로소프트의 모장을 25억 달러로 인수하는 합의는 2014년 9월 15일에 발표되었다. 이때 주주는 페르손, Porsér, 만네 3명 뿐이며, 그 중 페르손은 71%의 주식을 소유하고 있었다. 인수는 11월 6일에 최종 결정되어 모장은 마이크로소프트 스튜디오 지사의 일부가 되었다. 거래의 일부로 페르손은 18억 달러를, Porsér는 3억 달러, 만네는 1억 달러를 각각 받았다. 그 후, 3명 전원이 모장을 떠났다. 그 후 6개월간 회사에 남은 직원에게는 페르손의 몫에서 뺀 약 30만 달러(세후)의 보너스가 주어졌다. 마이크로소프트의 맷 부티의 감독 아래, 모장의 통합은 최소화되었으며, 모장의 운영은 독립적으로 유지되었지만 마이크로소프트의 재정 및 기술 역량에 의해 지원되었다. 이러한 접근 방식은 마이크로소프트가 다른 게임 회사들을 인수하는 방식에 영향을 미쳤다.
《Scrolls》는 2014년 12월에 베타에서 벗어나 출시되었고, 추가 콘텐츠 개발은 2015년에 중단되었다. 또한 2014년 12월, 모장과 텔테일 게임즈는 협력하여 후자가 마인크래프트 세계관을 배경으로 한 에피소드 형식의 내러티브 중심 게임인 《마인크래프트: 스토리 모드》를 개발할 것이라고 공동으로 발표했다. 2016년 4월, 모장은 2011년 8월에 고용된 아티스트 헨리크 페터손이 전적으로 개발한 게임 《Crown and Council》을 윈도우용으로 무료로 출시했다. 2017년 1월 업데이트에서는 리눅스 및 macOS 버전이 도입되었다. 모장은 2018년 2월에 Scrolls의 온라인 서비스를 중단하고 6월에 부분 유료화 모델로 《Caller's Bane》라는 이름으로 게임을 재출시했다. 마인크래프트 프랜차이즈를 더 많은 게임으로 확장하기 위해 모장은 두 가지 스핀오프를 개발했다: 던전 탐색형 게임인 《마인크래프트 던전스》와 《포켓몬 GO》와 유사한 증강 현실 게임인 《Minecraft Earth》. 이들은 각각 2018년 9월과 2019년 5월에 발표되었다.
마인크래프트의 오리지널 웹 브라우저 기반 버전인 Minecraft Classic은 2019년 5월 10주년 기념일에 무료로 재출시되었다. 이 무렵 마인크래프트는 1억 4천 7백만 부를 판매하여 역대 가장 많이 팔린 비디오 게임이 되었다. 페르손은 트랜스포비아 및 기타 문제에 관련된 여러 논란이 되는 발언으로 인해 기념 행사에서 명시적으로 제외되었다; 이전 3월에 출시된 마인크래프트 업데이트에서도 페르손에 대한 여러 언급이 삭제되었다. 2020년 5월 17일, 마인크래프트의 11주년 기념일에 모장은 다중 스튜디오 구조를 반영하고 새로운 로고를 도입하기 위해 모장 스튜디오로 브랜드 변경을 발표했다. 이 디자인은 올리버 헬프리치(Oliver Helfrich)의 크리에이티브 디렉션 아래 에이전시 Bold에서 제작되었다. 《마인크래프트 던전스》는 그 달 말에 윈도우, 닌텐도 스위치, 플레이스테이션 4, 엑스박스 원용으로 출시되었다. 2022년 6월, 스튜디오는 액션 전략 게임인 《마인크래프트 레전드》를 발표했다. 모장 스튜디오의 6년차 스튜디오 책임자였던 헬렌 치앙은 2023년 12월 엑스박스 게임 스튜디오로 이직했으며, 같은 직책에 아사 브레딘이 뒤를 이었다. 브레딘이 개인적인 목표에 집중하기 위해 2025년 2월에 물러나자, 카일린 월터스가 그녀의 자리에 임명되었으며, 에이미 스틸리온은 참모장으로 임명되었다.

## 개발한 비디오 게임
| 제목                    | 출시년도 | 분류                 | 플랫폼 |
| ----------------------- | -------- | -------------------- | --- |
| 《마인크래프트》        | 2011     | 샌드박스 게임        | 자바 가상 머신, 안드로이드, iOS, 파이어 OS, 리눅스, macOS, 윈도우 엑스박스 360, 라즈베리 파이, 엑스박스 원, 플레이스테이션 3, 플레이스테이션 4, 플레이스테이션 비타, 닌텐도 스위치 |
| 《Caller's Bane》       | 2014     |                      | 안드로이드, macOS, 윈도우 |
| 《Crown and Council》   | 2016     |                      | 리눅스, macOS, 윈도우 |
| 《스크롤즈》            | 2012     | 컴퓨터 롤플레잉 게임 | 윈도우, macOS |
| 《마인크래프트 던전스》 | 2020     | 핵 앤드 슬래시       | 윈도우, 엑스박스 원, 플레이스테이션 4, 닌텐도 스위치 |
| 《마인크래프트 레전드》 | 2023     |                      | 닌텐도 스위치, 플레이스테이션 4, 플레이스테이션 5, 윈도우, 엑스박스 원, 엑스박스 시리즈 X/S                                                                                        |

## 배급한 비디오 게임
| 제목            | 출시년도 | 분류                 | 플랫폼                            |
| --------------- | -------- | -------------------- | --------------------------------- |
| 《코발트》      | 2016     | 액션 게임, 횡렬 게임 | 윈도우, 엑스박스 360, 엑스박스 원 |
| 《Cobalt WASD》 | 2017     |                      | 윈도우                            |